# Picknicktafel

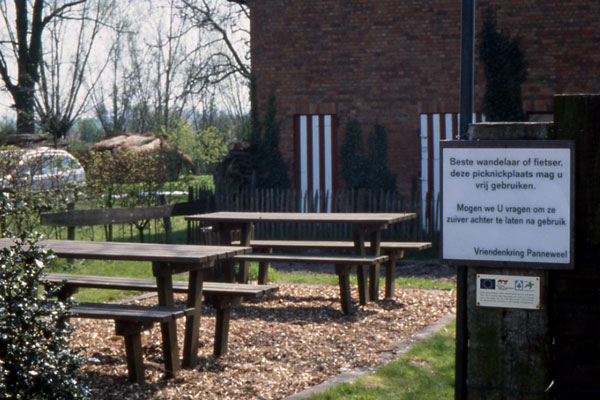
Twee picknicktafels aan het Natuurhuis Panneweel, voor wandelaars en fietsers vrij toegankelijk

Een picknicktafel is een tafel met vaak daaraan gemonteerde zitbanken of stoelen die kan gebruikt worden om te picknicken.
Vaak staan deze permanent opgesteld en voor iedereen vrij toegankelijk op verzorgingsplaatsen langs autowegen, in recreatiegebieden, in parken of op pleinen. 
Je treft ze ook aan in de natuur, bijvoorbeeld waar (natuur-)wandelingen beginnen en op plaatsen waar je een mooi uitzicht hebt of waar je van de rust van de natuur kan genieten.
Picknicktafels zijn over het algemeen gemaakt van hout of van plastic. De picknicktafels in recyclagerubber zijn in opmars.

## Variaties

### Houten picknicktafel
Houten picknicktafels worden over het algemeen gemaakt van planken en balken. Behandeling van de picknicktafel is nodig om te voorkomen dat de picknicktafel gaat verrotten, scheuren en/of verkleuren vanwege het weer. Bij houten picknicktafels wordt er meestal gebruik gemaakt van tuinbeits of andere verf. Het tafelblad en de zitbanken zijn meestal vastgemaakt aan de balken of poten door middel van spijkers, bouten of schroeven. 

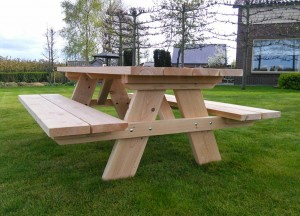
Douglas picknicktafel

Douglas picknicktafels zijn gemaakt van douglas hout. Dit is een relatief duurzame houtsoort en is in verhouding tot andere houtsoorten erg zacht. 